# Чирак
Чиракът е начинаещ занаятчия, най-често наеман (често и без пари) от майсторите да учи занаят. Обикновено чираците вършат рутинна или неприятна работа докато започнат да показват заложби и овладяват определени умения. Майсторът преценява кога чиракът вече е достатъчно добър да стане калфа.
Думата чирак е била широко употребявана в пред-индустриална България (тогава част от Османската империя). По-късно голяма част от чирашката работа е била прехвърлена на машини, често под формата на полуфабрикати.